# 澳洲金融投訴管理局
澳洲金融投訴管理局（英語：Australian Financial Complaints Authority，簡稱AFCA）是一種外部爭議解決機制，適用於無法解決會員金融服務組織而投訴的消費者。

## 外部連結
- Financial Ombudsman Service （页面存档备份，存于）
- ASIC Money Smart – how to complain （页面存档备份，存于）